# Reductoniscus pulcher
Reductoniscus pulcher är en kräftdjursart som beskrevs av Franco Ferrara och Stefano Taiti1990. Reductoniscus pulcher ingår i släktet Reductoniscus och familjen Armadillidae. Inga underarter finns listade i Catalogue of Life.